# 디엠지 : 리로드
《디엠지 : 리로드》(DMZ: RELOAD)는 대한민국에서 제작된 오인천 감독의 2019년 액션공포 영화다. 윤주 주민하 등이 주연으로 출연하였고 박건우 등이 제작에 참여하였다.
이 영화는 2019년 11월 5일 개봉되었다.
디지털최초개봉 형식으로 개봉되었다. 오인천 감독의 10번째 장편 영화다.

## 출연
주연
- 윤주 : 윤청하 역
- 이경미 : 림경미 역
- 주민하 : 주호영 역

조연
- 정지연 : 정은영 역
- 정희준 : 용의자 구미호 역

단역
- 이승철 : 용의자 구미호 역 (목소리)
- 최성길 : 보위부 대원 역
- 박건우 : 선전선동부 간부 역
- 박금만 : 고정간첩 박광만 역
- 이경재 : 북한의사 역